# АФК Уимбълдън
АФК Уимбълдън е професионален футболен отбор от Южен Лондон под управлението на местната футболна асоциация на графство Съри. Стадионът на тима е Кингсмедоу (първоначално стадион на Кингстониън, но после закупен от АФК Уимбълдън). Клубът е създаден от по-голямата част от привържениците на Уимбълдън, изразили несъгласието си заради преместването му в Милтън Кийнс и промяната на името, емблемата и цветовете на отбора. Той се смята за наследник на историята на предшестващия ФК Уимбълдън.

## История
АФК Уимбълдън (наричан също само Уимбълдън) е основан на 30 май 2002 г. от фенове на бившия ФК Уимбълдън, начело с Крис Стюърт, Марк Джоунс и Тревър Уилямс. Няколко дни по-рано ФА дава разрешение Уимбълдън да се премести на 110 километра северно от Лондон в Милтън Кийнс, графство Бъкингамшър. На 13 юни са обявени новия мениджър, екипи, емблема и стадион. Емблемата и екипите преповтарят възможно най-близко тези на предишния, вече преместен, клуб. На 29 юни на поляните в Уимбълдън Комън е проведен набор на футболисти, в който участват 230 състезатели. Сред тях е избран и първият тим, с който клубът се включва в първенствата.
Първият мач е предсезонната контрола срещу Сътън Юнайтед, изигран на 10 юли пред рекорните за това ниво 4657 зрители. Първи мениджър става Тери Еймс. Отборът започва от 9 ниво на футболната пирамида на Англия в Премиерната дивизия на Къмбайнд Каунтис Лийг. Началото, както може да се очаква, не е особено силно. Впоследствие обаче Уимбълдън печели последните си 11 мача от сезона, завършвайки трети, но пропускайки да спечели промоция за Първа дивизия на Истмиън лигата. Това обаче е постигнато още през следващия сезон.
В следващите няколо години отборът печели четири промоции за седем сезона. При този възход принос дават основно мениджърите Дейв Андерсън и Тери Браун. Най-големият успех начело с Браун е второто място в Националната Конференция (5-о ниво) и последвалото изкачване във Втора Лига през сезон 2010/11, с което клубът отново възвръща статута си на отбор от Лигата. Под ръководството на клубната легенда Нийл Ардли през 2015/17 Уимбълдън завършва седми във Втора лига и печели плейофите за влизане в Първа лига, побеждавайки на финала на Уембли Плимът Аргайл с 2:0, пред 57 956 зрители.
Клубът държи рекорда за най-много мачове без загуба на мъжки отбор – 78 мача за 3 сезона, като постига 6 промоции за 14 години.
Основаната през 2006 година Асоциация на бившите футболисти на Уимбълдън, включваща състезатели преди и след 2002 г., подкрепя дейността на АФК Уимбълдън и демонстрира приемствеността между този клуб и предхождащият го ФК Уимбълдън. Включително и с нейните усилия са върнати в Лондон спечелените трофеи на предходния Уимбълдън. Членове на Асоциацията са едни от най-големите легенди на „доновете“ като Нийл Съливан, Ханс Сигърс, Нийл Ардли, Джон Фашаню, Дейв Бесънт, Дики Гай, Селуин Райс, Дейв Басет, Ефан Екоку, Дийн Холдсуърт, Алън Кимбъл, Тери Филън, Маркъс Гейл, Денис Уайз, Глин Ходжис, Кевин Гейдж, Роджър Джоузеф, Джон Скейлс, Кевин Купър и редица други.

## Дербита
Съперници на Уимбълдън са Милтън Кийнс Донс, чиято вражда започва тъкмо с релокацията на стария клуб извън Лондон. Двата отбора имат изиграни общо 5 мача, от които 3 за купите и 2 в Лигата. Четири от срещите са играни в Милтън Кийнс, а 1 в Лондон. Уимбълдън има 2 победи и 3 загуби в тези сблъсъци и голова разлика 7:8. През сезон 2016/17 са подновени и южните Лондонски дербита с Милуол и Чарлтън Атлетик.

## Стадион
Уимбълдън играе мачовете си на стадион Кингсмедоу, в съседния квартал Кингстън, който дели с ФК Кингстониън, състезаващ се в Истмиън Лигата. През 2003 г. Тръстът на привържениците на Уимбълдън откупува концесията за стадиона от бизнесмена Раджеш Хосла за 3 млн. паунда, изплатени изцяло през 2006 г., като по-този начин подсигурява дом и за двата клуба. Към момента стадионът се нарича „Чери Ред Рекърдс“, поради спонсорски договор. След влизането си в Лигата Уимбълдън на няколко пъти прави ремонтни дейности по стадиона като постенно разширява капацитета му до 5339 места. Въпреки това той остава сред най-малките съоръжения в Лондон и региона, наред с тези на Кроули и Стивънидж.
Още с основаването си АФК Уимбълдън заявява намерението си да се завърне на стадион в своя кваратал, нещо което още старият клуб не успява да постигне, след като напуска Плау Лейн през 1991 г., за да играе на Селхърст Парк. През 2015 г. клубът получава разрешение от община Мъртън за строителство на нов стадион само на 200 метра от стария дом на ФК Уимбълдън – Плау Лейн, с което той ще може отново да се завърне към духовните си корените, в собствения си район. Предвидено е строителните работи по новия 11-хиляден стадион да започнат до края на 2017 г., а откриването на съоръжението да стане преди началото на сезон 2019/20. След завършването му Кингсмедоу ще бъде закупен и използван от Челси, за мачове на отборите от Академията му.

## Състав
Към 11 март 2017 г.
| №  | Пост | Играч                |
| -- | ---- | -------------------- |
| 1  | В    | Джеймс Шей           |
| 2  | З    | Бари Фулър (капитан) |
| 3  | З    | Джонатан Мийдс       |
| 4  | Х    | Дани Булман          |
| 5  | З    | Уил Найтингейл       |
| 6  | З    | Пол Робинсън         |
| 7  | Х    | Джордж Франкъмб      |
| 8  | Х    | Джейк Рийвс          |
| 9  | Н    | Том Елиът            |
| 10 | Н    | Доминик Полиън       |
| 11 | Х    | Крис Уелпдейл        |
| 14 | Х    | Том Соърс            |
| 17 | Н    | Анди Барчам          |
| 18 | Н    | Дийн Парет           |
| 19 | Н    | Дейвид Фицпатрик     |

| №  | Пост | Играч          |
| -- | ---- | -------------- |
| 21 | Н    | Егли Кая       |
| 22 | З    | Шон Кели       |
| 23 | Х    | Тайрон Барнет  |
| 24 | В    | Джо Макдонал   |
| 25 | Х    | Дан Галахър    |
| 27 | Х    | Нешет Белъклъ  |
| 28 | Х    | Алфи Игън      |
| 29 | Н    | Тойоси Олусаня |
| 30 | З    | Пол Каламбаи   |
| 31 | З    | Сет Оуенс      |
| 32 | З    | Дарайъс Чарлз  |
| 33 | Н    | Лайъл Тейлър   |
| 34 | З    | Крис Робъртсън |
| 35 | З    | Тоби Сибик     |

### Под наем
| №  | Пост | Играч                             |
| -- | ---- | --------------------------------- |
| 15 | Н    | Джордж Оукли (в Мейдстън Юнайтед) |
| 16 | Х    | Том Биъри (в Гейтсхед)            |

## Резервен отбор
Резервите на АФК Уимбълдън играят в аматьорската Събърбан Лига. В лигата играят също и много други тимове от покрайнините на Лондон.

## Женски футбол и младежи
След преместването на стария ФК Уимбълдън на север, женският тим на отбора се присъединява към АФК Уимбълдън, но започва да играе неубедително и за няколко сезона изпада с три дивизии надолу. Играе в Регионална лига на Лондон и Югозападна Англия През сезон 2005/06 са добавени два нови отбора – момичета U12 и U14 години.

## Отличия
През октомври 2006 г. е постигнато споразумение между ФК Милтън Кийнс Донс, Асоциацията на поддръжниците на МК Донс, Независимата асоциация на поддръжниците на Уимбълдън и Федерацията на футболните поддръжници. Копие от ФА Къп (спечелена от Уимбълдън през 1988 г.), както и цялото наследство на клуба, състезавал се под името ФК Уимбълдън, да бъдат върнати в лондонската община Мъртън. Притежанието на запазените марки и имената на уебсайтове, свързани с ФК Уимбълдън, също да премине към общината. Договорено е също, че всяко обръщение към ФК МК Донс трябва да се отнася само за събития след 7 август 2004 г. – датата на първия мач в лигата на Милтън Кийнс Донс. В резултат на тази сделка Федерацията на футболните поддръжници обявява, че запалянковците на Милтън Кийнс Донс получават разрешение да станат членове на федерацията и тя повече няма да апелира към феновете на другите отбори да бойкотират мачовете на МК Донс. Копия от трофеите и спомените от миналото на ФК Уимбълдън са върнати в Мъртън на 2 август 2007 г.
По-долу са показани само отличията на АФК Уимбълдън.
- Футболна лига
  - Втора лига
    - Плейоф победител (1): 2015/16
- Футболна конференция
  - Национална Конференция
    - Плейоф победител (1): 2010/11
    - Финалист (1): 2010/11

  - Южна конференция
    - Шампион (1): 2008/09
- Истмийска Лига
  - Висша Дивизия
    - Плейоф победител (1): 2007/08

  - Първа Дивизия
    - Шампион (1): 2004/05
- Комбинирана лига на графствата
  - Шампион (1): 2003/04
- Комбинирана лига на графствата Купа
  - Победител (1): 2003/04
- Купа на окръг Съри
  - Победител (1): 2004/05
  - Финалист (1): 2005/06
- Купа на отборите, управлявани от фенове
  - Победител (3): 2002/03, 2005/06, 2009/10
  - Финалист (2): 2004/05, 2006/07
- Купа в памет на Фил Леджър
  - Победител (1): 2010/11